# پادمتوازی‌الاضلاع

در هندسه، پادمتوازی‌الاضلاع نوعی چهارضلعی خودبرخورد است. مانند متوازی‌الاضلاع، یک پادمتوازی‌الاضلاع دارای دو جفت ضلع با طول برابر است، اما این جفت ضلع‌ها به‌طور کلی موازی نیستند. در عوض، دو طرف در جفت بلندتر مانند مکانیزم قیچی از یکدیگر عبور می‌کنند. پاد متوازی الاضلاع را نامتوازی‌الاضلاع یا متوازی‌الاضلاع متقاطع نیز می‌نامند.
پادمتوازی‌الاضلاع به صورت شکل‌های رأسی چندوجهی یکنواخت غیر محدب مشخص می‌شوند. در تئوری پیوندهای چهار میله به پیوندهایی که به صورت پادمتوازی‌الاضلاع هستند، پیوندهای پروانه‌ای یا پیوندهای پاپیونی نیز گفته می‌شود و در طراحی چرخ دنده‌های غیر دایره ای استفاده می‌شود. در مکانیک سماوی، آنها در خانواده‌های معینی از راه‌حل‌های مشکل ۴ جسمی رخ می‌دهند.
هر پادمتوازی‌الاضلاع دارای یک محور تقارن است که هر چهار رأس آن روی یک دایره است. می‌توان آن را از ذوزنقه متساوی الساقین با افزودن دو مورب و حذف دو ضلع موازی تشکیل داد. مساحت انتگرالی هر پاد متوازی الاضلاع صفر است.